# 카오스 (프로게이머)
카오스(본명: 변영섭, 1993년 7월 4일 ~ )은 대한민국의 전직 리그 오브 레전드 프로게이머이다. 프로게임단 지도자로도 활동했다. 선수 시절 포지션은 정글라이너였으며 아이디는 Chaos였다.

## 지도자 생활
2018년 7월, 그리핀의 코치로 부임하면서 지도자 생활을 시작했다. 이후 씨맥이 2019 롤드컵을 앞두고 물러나자 롤드컵 2019에서 팀의 감독대행으로 활동했다. 이후 2020 스프링 시즌 한상용 감독이 부임하면서 코치직으로 돌아왔다. 서머 시즌을 앞두고 한상용 감독이 물러나자 감독으로 승격되었다.
2021시즌을 앞두고 아프리카 프릭스의 분석 코치로 합류했다. 2021년 4월 15일, 아프리카에서 퇴단했다.

## 수상 내역

### 지도자
- 2018 LoL KeSPA컵 우승
- 스무살우리 리그 오브 레전드 챔피언스 코리아 스프링 2019 준우승
- 우리은행 리그 오브 레전드 챔피언스 코리아 서머 2019 준우승
- 리그 오브 레전드 월드 챔피언십 2019 8강